# Laurenzo Ciais
Laurenzo Ciais, né le 17 mai 1995 est un acteur français.

## Biographie
Laurenzo Ciais est le jumeau de Josselin Ciais. Il a tourné dans plusieurs productions audiovisuelles dont des publicités[réf. souhaitée].

## Filmographie

### Cinéma
- 2006 : Demandez la permission aux enfants d'Éric Civanyan

### Télévision
- 2004 : Premiers secours - Un enfant en péril
- 2004 : Jeff et Léo, flics et jumeaux - Entre deux étages
- 2004 : La Petite Fadette
- 2005 : Premiers secours - Maux d'amour

### Publicité
- Mac Donald's (TV)
- Veolina (TV)
- Gaz de France (TV)
- Sunny Delight (TV)